# Jānis Bordāns
Jānis Bordāns (ur. 21 czerwca 1967 w Balvi) – łotewski polityk i prawnik, poseł na Sejm, w latach 2012–2014 i 2019–2022 minister sprawiedliwości, od 2019 do 2022 również wicepremier, były lider Nowej Partii Konserwatywnej.

## Życiorys
Od 1989 współpracował z Łotewskim Frontem Ludowym. W 1992 ukończył studia prawnicze na Uniwersytecie Łotwy w Rydze. Na początku lat 90. pracował w prokuraturze, a od 1992 w Departamencie Spraw Międzynarodowych Ministerstwa Handlu Zagranicznego. W latach 1994–1995 z ramienia Łotewskiej Drogi sprawował mandat posła na Sejm V kadencji. Po odejściu z parlamentu był doradcą dyrektora generalnego telewizji publicznej Latvijas Televīzija, po czym w 1996 zaczął prowadzić prywatną praktykę adwokacką.
Powrócił do działalności politycznej jako członek Związku Obywatelskiego i kandydat do parlamentu z ramienia Jedności w 2010. W tym samym roku został doradcą Valdisa Dombrovskisa i parlamentarnym sekretarzem w urzędzie premiera. Od 2011 do 2012 pełnił funkcję parlamentarnego sekretarza w resorcie sprawiedliwości. W lipcu 2012 objął urząd ministra sprawiedliwości w trzecim rządzie Valdisa Dombrovskisa, który sprawował do stycznia 2014. Od 2012 działał w ugrupowaniu narodowców, jednak został z niego wykluczony w 2013.
Po odejściu z rządu powrócił do praktyki adwokackiej. W maju 2014 stanął na czele Nowej Partii Konserwatywnej. Ugrupowanie to nie przekroczyło progu wyborczego do Sejmu w tym samym roku. W 2017 z jego ramienia Jānis Bordāns uzyskał natomiast mandat radnego miejskiego w Rydze.
W wyborach parlamentarnych w 2018 kierowana przez niego partia zdobyła 16 mandatów poselskich, z których jeden przypadł liderowi konserwatystów. Podjął w międzyczasie nieudaną próbę stworzenia rządu. Ostatecznie w styczniu 2019 Jānis Bordāns objął stanowiska ministra sprawiedliwości i wicepremiera, dołączając do gabinetu Artursa Krišjānisa Kariņša. W 2022 jego ugrupowanie nie przekroczyło wyborczego progu, w listopadzie tegoż roku na funkcji przewodniczącego partii zastąpił go Gatis Eglītis. W grudniu 2022 Jānis Bordāns zakończył pełnienie funkcji rządowych.